# Mateus 7

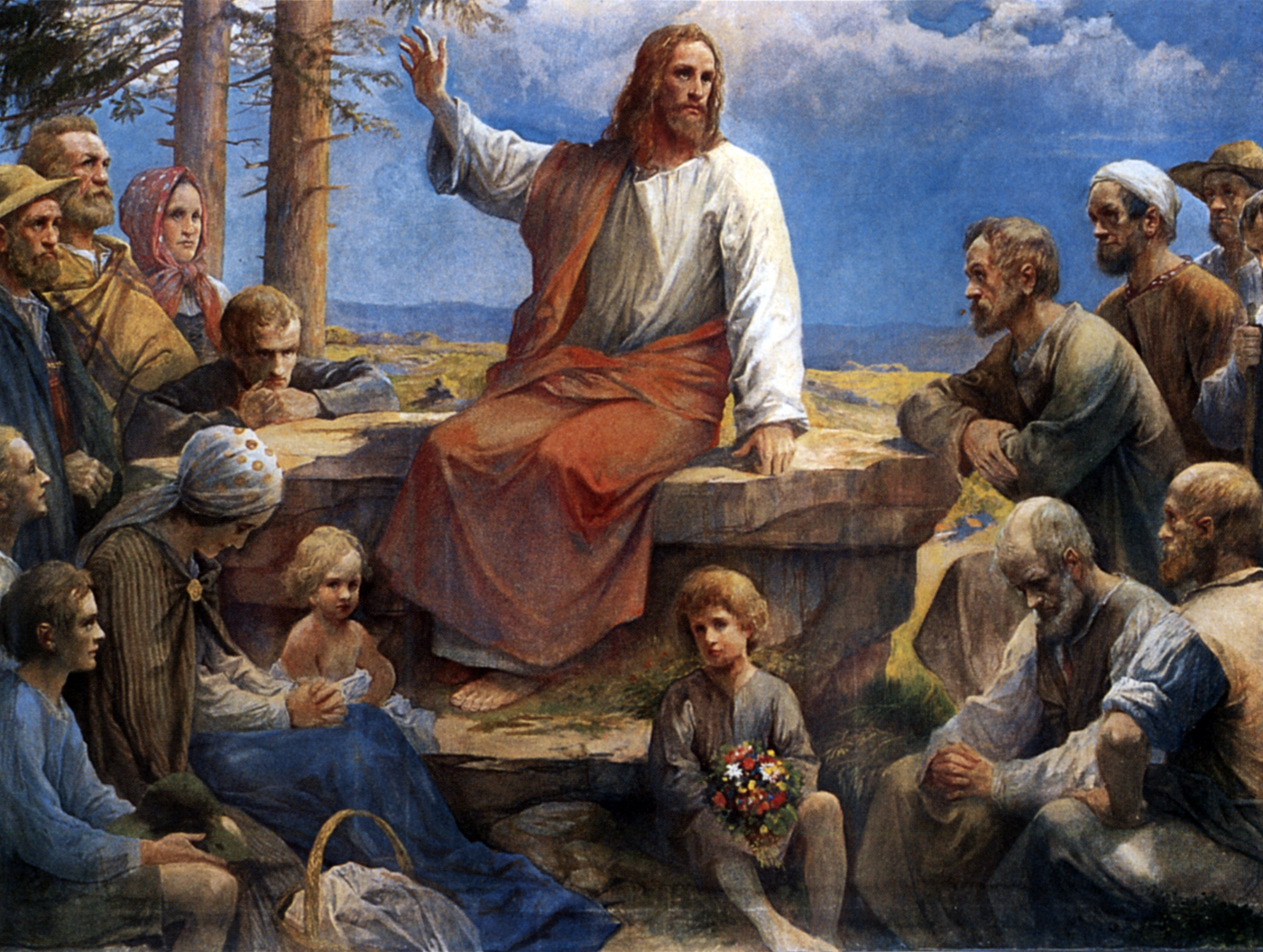
"Sermão da Montanha".
1912. Rudolf Yelin d. Ä. (1864–1940).

Mateus 7 é o sétimo capítulo do Evangelho de Mateus no Novo Testamento e o último dos três capítulos sobre o Sermão da Montanha. Ele é também conhecido como Discurso sobre a santidade. 

## Narrativa
Neste capítulo, Mateus lida com diversos temas: em Mateus 7:1–12, ele trata de julgamentos e sobre o discernimento. Mateus 7:1–5 é o episódio conhecido como O Cisco e a Trave, que tem um paralelo em Lucas 6:37–42. Em Mateus 7:7, Jesus retorna ao assunto da oração, prometendo que Deus irá respondê-las. Mateus 7:13–14 contém a analogia entre as ruas estreitas e as largas, um aviso sobre a facilidade com que se pode cair em perdição. Mateus 7:15 continua com os alertas sobre o julgamento e adiciona um aviso sobre os falsos profetas, repetindo a linguagem utilizada por João Batista em Mateus 3.
O trecho Mateus 7:15–20 é a base para a doutrina jurídica dos "frutos da árvore envenenada" (A Árvore e seus Frutos, também em Lucas 6). Além disso, «Guardai-vos dos falsos profetas, que vêm a vós com vestes de ovelhas, mas por dentro são lobos vorazes.» (Mateus 7:15) é a origem da expressão lobo em pele de cordeiro.
O capítulo termina com a Parábola da Casa Edificada na Rocha, em Mateus 7:24–27, que também tem um equivalente em Lucas 6 (Lucas 6:46–49).

## Parábolas
Três parábolas aparecem neste capítulo:
- O Cisco e a Trave (7:1-5), com paralelo em Lucas 6:41–42
- A Árvore e seus Frutos (7:15-20), com paralelo em Lucas 6:43–45
- A Casa Edificada na Rocha	(7:24-27), com paralelo em Lucas 6:46–49